# Dany Mota
Dany Mota Carvalho (Niederkorn, 2 de maio de 1998) é um futebolista português nascido em Luxemburgo que atua como centroavante. Atualmente, joga pelo Monza.

## Biografia
Dany Mota nasceu em 2 de maio de 1998 em Niederkorn, Luxemburgo, filho de pais portugueses.

## Carreira

### Virtus Entella
Em 17 de setembro de 2015, Mota foi contratado por Virtus Entella. Em 17 de abril de 2017, Mota marcou seu primeiro gol pelo clube num empate de 1–1 com Ternana.
Sua melhor temporada pelo Virtus Entella veio na Série C de 2018–19. Mota fez seu primeiro boleta na carreira na vitória por 3–1 sobre o Gozzano, tendo marcado também no jogo seguinte contra o Pisa.

### Juventus Sub-23
Em 5 de agosto de 2019, Mota assinou contrato Juventus, para atuar no Sub-23 no momento. Teve bons momentos no Sub-23, tendo chegado ao marcar na vitória por 4–1 sobre o Monza no seu quarto gol seguido na temporada.

### Monza
Em 20 de janeiro de 2020, Mota assinou um contrato de empréstimo de seis meses com o Monza, com uma cláusula de compra caso houvesse promoção à Série B. A temporada foi encurtada devido à Pandemia de COVID-19, onde sagrou-se campeão da Série C com o Monza.

#### 2020–21
Em 17 de abril de 2021, Mota fez um gol e deu uma assistência na vitória por 2–1 sobre o Cremonese. Terminou como um dos destaques do time na temporada com seis gols e cinco assistências.

#### 2021–22

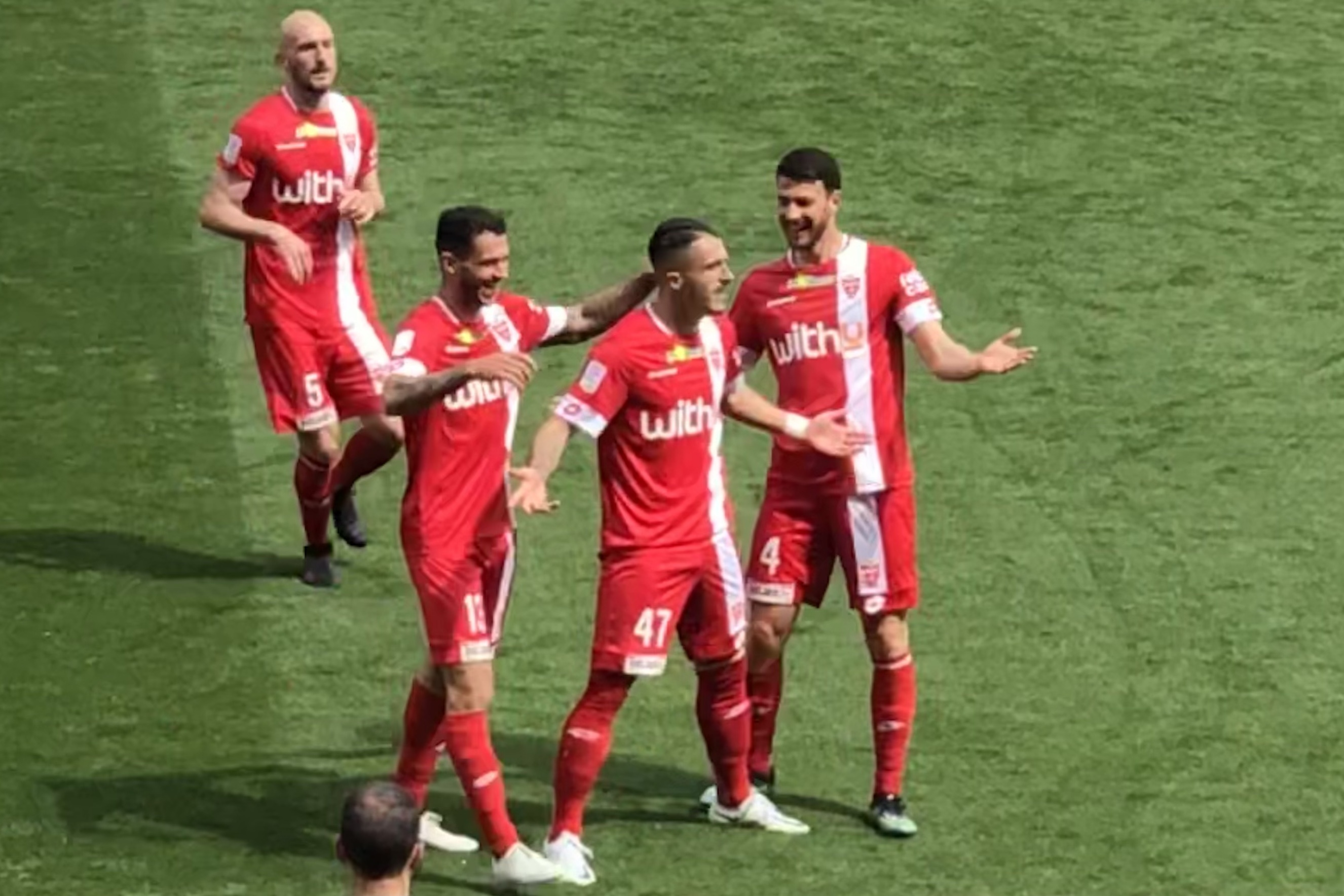
Mota comemorando um gol pelo Monza em 2022

Em 18 de setembro de 2021, Mota marcou seu primeiro gol na temporada ao acertar um chute de 30 metros no empate de 1–1 com o Ternana. Mota também fez dois dobletes seguido: nas vitórias por 3–2 e 4–1, contra o Como e o Cosenza, respectivamente. Com os tentos, igualou os seis gols de sua temporada anterior. Foi um dos principais jogadores do modesto clube na promoção para a Série A, tendo feito 12 gols e distribuído cinco assistências em 32 jogos na temporada.

#### 2022–23
Mota fez o primeiro gol da história do Monza na Série A, na derrota por 3–1 para o Torino. Em 4 de agosto de 2023, Dany Mota renovou seu contrato com o clube italiano até 2027.

## Seleção Portuguesa

### Sub-21
Em 5 de setembro de 2019, foi um dos convocados para o Campeonato Europeu Sub-21. Durante a competição, teve seu gol e bicicleta feito nas quartas de final contra a Itália eleito o mais bonito do torneio. Portugal chegou a final, mas foi acabou superado pela Alemanha por 1–0. Ao final, foi selecionado para o time do torneio.

### Principal
Dany Mota recebeu sua primeira convocação à categoria principla em março de 2024, para amistosos contra Suécia e Eslovênia.

## Títulos
Virtus Entella
- Serie C grupo A: 2018–19

Monza
- Serie C grupo A: 2019–20

### Prêmios individuais
- Seleção do Campeonato Europeu Sub-21 de 2019[23]
- Gol mais bonito do Campeonato Europeu de Futebol Sub-21 de 2019